# A Little Chaos
A Little Chaos es una película británica de drama de época de 2014 dirigida por Alan Rickman, basada en una historia concebida por Alison Deegan, quien coescribió el guion junto a Rickman y Jeremy Brock. La película está protagonizada por Kate Winslet, Matthias Schoenaerts, Rickman, Stanley Tucci, Helen McCrory, Steven Waddington, Jennifer Ehle y Rupert Penry-Jones. La película fue financiada por Lionsgate UK y producida por BBC Films. La segunda película dirigida por Rickman, después de su debut en 1997 The Winter Guest, así como la última antes de su muerte en 2016, fue además la segunda colaboración de Rickman y Winslet después de su película de 1995  Sentido y sensibilidad. La producción tuvo lugar en Londres a mediados de 2013. La película tuvo su estreno mundial en el Festival Internacional de Cine de Toronto de 2014 como película de la noche de clausura el 13 de septiembre de 2014.

## Argumento
Durante el reinado de Luis XIV, André Le Nôtre asignó a Sabine de Barra, una paisajista, el honor de supervisar la creación del Bosquet des Rocailles, para las suntuosas festividades deseadas por el rey en los jardines del Palacio de Versalles, tarea que la puso en el centro de las intrigas de la corte.
Sabine afirma su respeto por el orden del paisaje, pero cuando se le presiona sugiere que preferiría crear algo únicamente francés que seguir los estilos clásico y renacentista. Pero André le recuerda que todo lo que ha construido y diseñado sigue un orden. 
La muerte de la Reina consorte María Teresa deprime al rey quien intenta pasar el luto en el pabellón de Marly, donde coincide con Sabine sin saber ella con quien esta hablando realmente, el monarca queda impresionado con las dotes de conversadora de la paisajista.
Sabine y André lentamente comienzan una amistad tranquila y amorosa, se atraen mutuamente pero no actúan según sus sentimientos debido al matrimonio de André y la relación profesional de Sabine. André ha estado soportando en silencio las infidelidades de su frívola esposa Françoise, quien insiste en que la clave de su éxito son sus relaciones e influencia en la corte en lugar que los méritos propios. Cuando ella siente su interés en Sabine y le advierte que no tenga una aventura por las consecuencias sociales que recaerán sobre ella, él le responde que ha sido ella quien dictó las reglas de sus vidas y le cita sus propias palabras sobre su derecho a buscar consuelo en otra parte, y así se inicia una relación con Sabine.
Françoise, celosa hace que su amante sabotee el trabajo de Sabine y Andre lo descubre por lo que la repudia anunciando el fracaso de su matrimonio, después Sabine, en una audiencia con el Rey sale en defensa de la marquesa de Montespan quien estaba perdiendo el favor regio, pero posteriormente rememora el trauma de la muerte de su esposo e hija encontrando consuelo en André. Con la cascada terminada la corte entera y el Rey en especial se muestran más que satisfechos por la obra de Sabine y ella y André afirman su amor mutuo.

## Locaciones
A pesar de estar ambientada en  Francia, todo el rodaje tuvo lugar en Inglaterra usando Palacios como Blenheim Palace, Hampton Court entre otros.